# Schwanfeld
Schwanfeld est une commune de Bavière (Allemagne), située dans l'arrondissement de Schweinfurt, dans le district de Basse-Franconie.

## Source
- Site officiel de la commune de Schwanfeld